# Musée de Préhistoire des gorges du Verdon

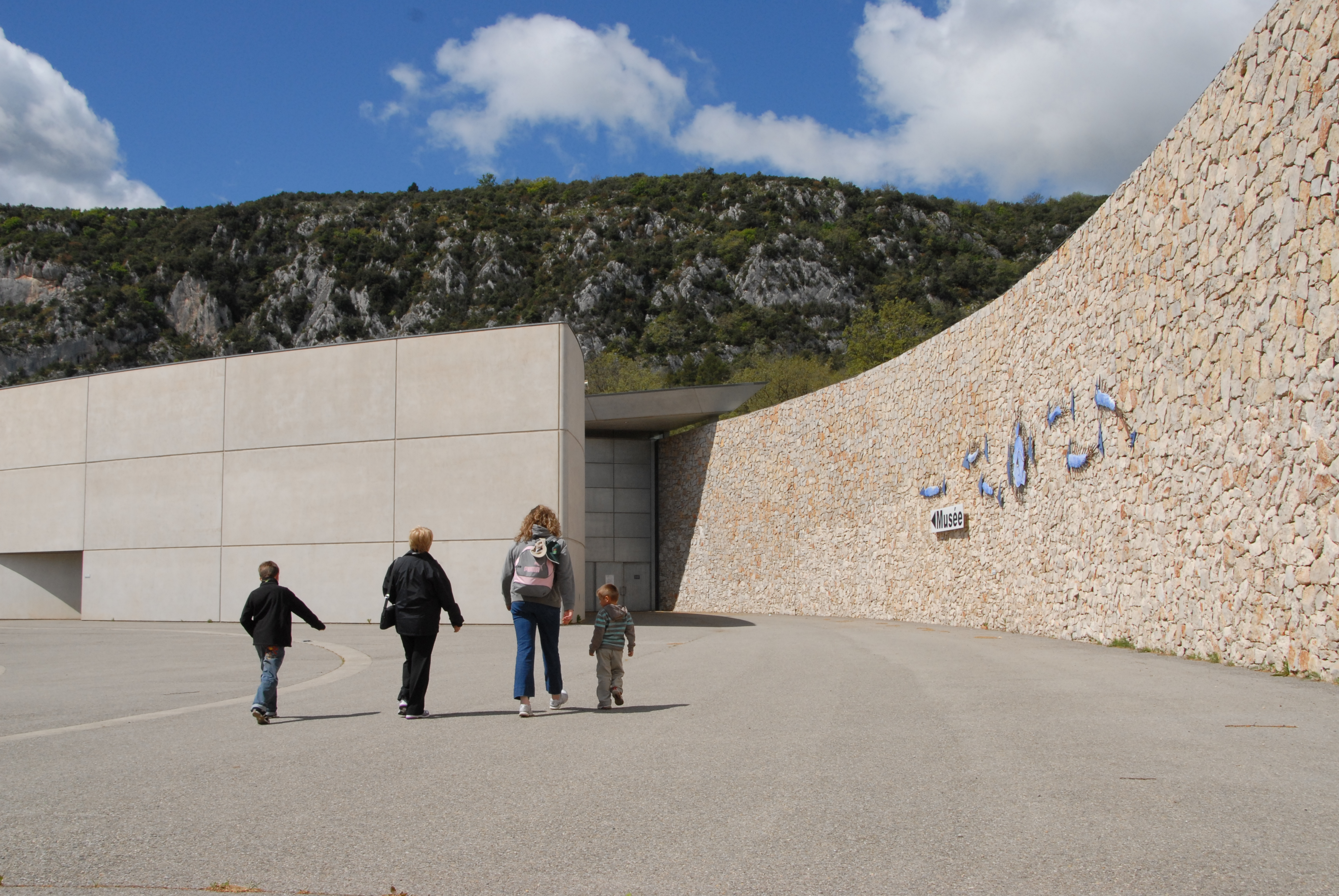
Museumsgebäude

Das Musée de Préhistoire des gorges du Verdon ist ein ur- und frühgeschichtliches Museum bei Quinson im Zentrum des Parc Naturel Régional du Verdon im Département Alpes-de-Haute-Provence. Es hat den Status eines Musée de France und ist eines der größten prähistorischen Museen Europas.

## Geschichte

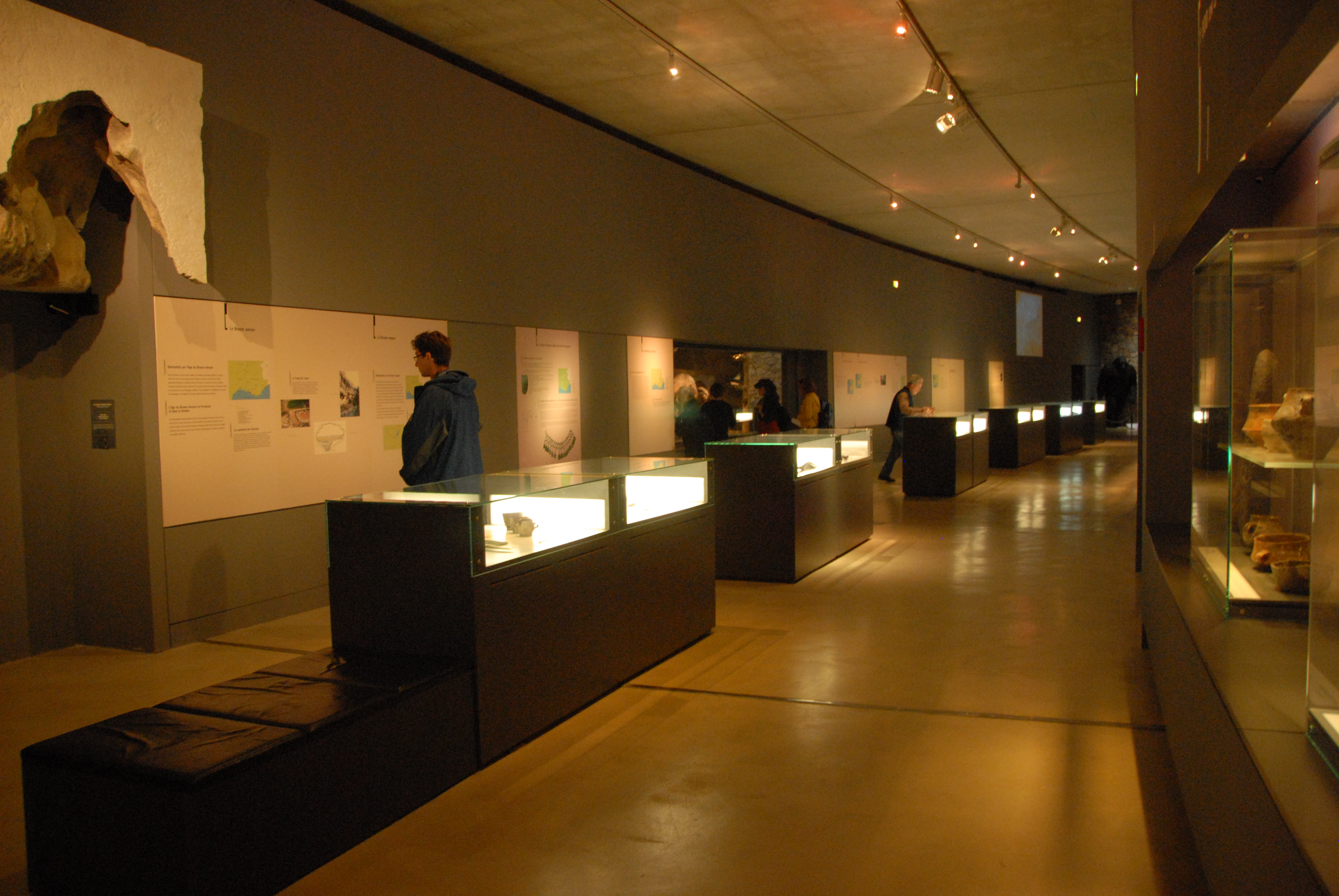
Im Innern des Museums

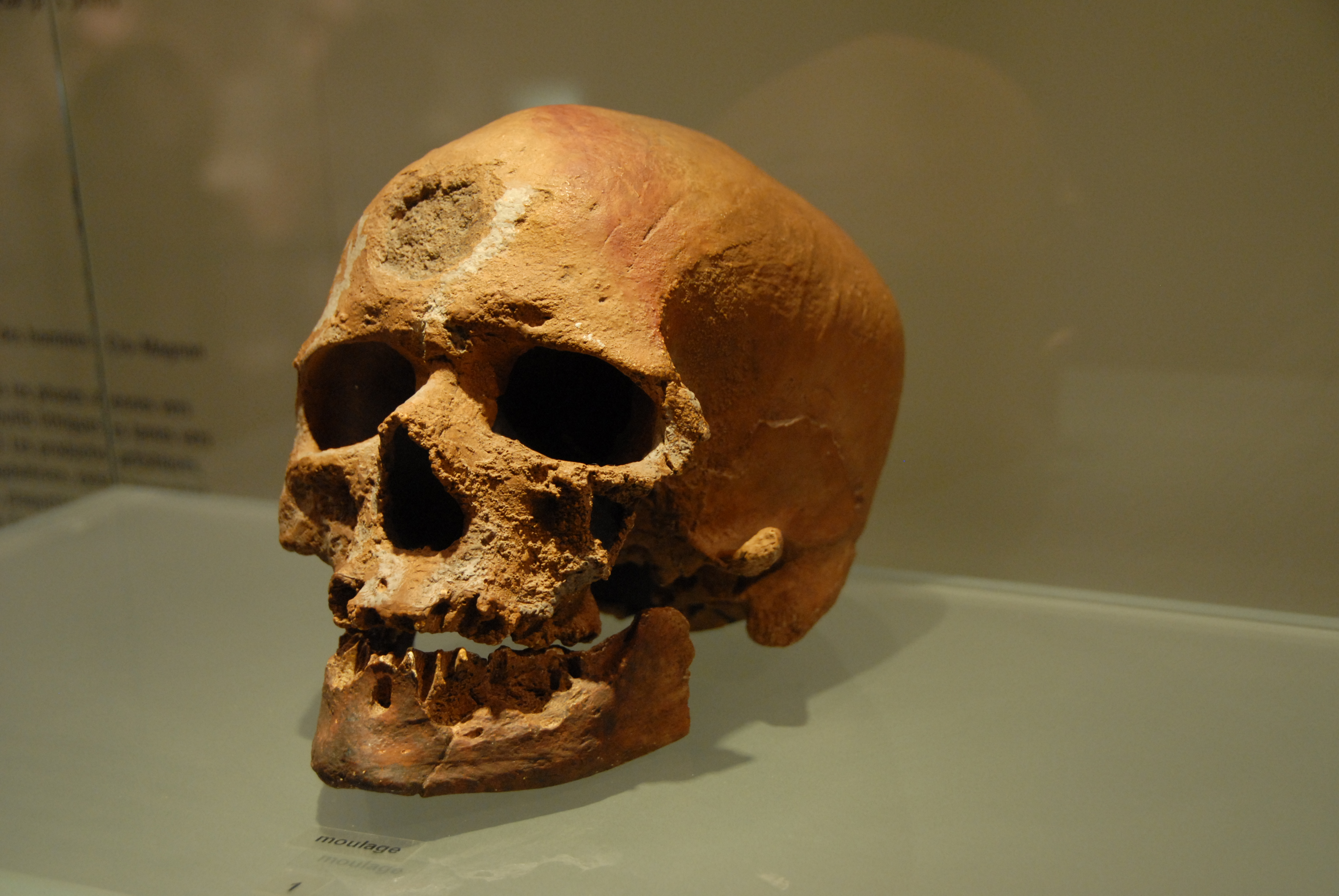
Cro-Magnon-Schädel

Zwischen 1957 und 1971 fanden unter anderem im Vorfeld des Baus der Talsperre von Sainte-Croix-du-Verdon im Tal des Verdon umfangreiche archäologische Grabungen statt. Insgesamt wurden 60 prähistorische Stätten entdeckt und wissenschaftlich erforscht. Ihr Fundmaterial lieferte zahlreiche neue Erkenntnisse über die vorgeschichtliche Besiedlung der Provence.
1986 regten Danielle Berne und Maurice Petit, zwei Gemeinderäte aus Quinson, eine Ausstellung der Funde vor Ort an. Die Gemeinde nahm Kontakt zu dem Paläoanthropologen Henry de Lumley auf, der das Vorhaben unterstützte und den Bau eines Museums vorschlug. Unter de Lumleys Leitung wurden 1988 die Grabungen in der Grotte Baume Bonne wieder aufgenommen, die 1992 den Status eines Monument historique erhielt. Der conseil général des Départements Alpes-de-Haute-Provence beschloss 1990 einstimmig den Bau eines vorgeschichtlichen Museums in den Schluchten des Verdon und lobte 1992 einen Architekturwettbewerb aus, aus dem Norman Foster als Sieger hervorging. Die inhaltliche Gestaltung wurde dem Museologen Bruno Chiambretto übertragen. 1997 fand die Grundsteinlegung statt. Finanziert wurde das Projekt hauptsächlich durch das Département Alpes-de-Haute-Provence, das Ministerium für Kultur und Kommunikation, die Region Provence-Alpes-Côte d’Azur, das benachbarte Département Var und die Crédit Agricole.
1999 wurde Jean Gagnepain (1961–2010) zum ersten Direktor des Museums ernannt. Am 28. April 2001 wurde der öffentliche Betrieb aufgenommen und am 1. Juni des Jahres das Museum auch offiziell eingeweiht.

## Museumsgebäude
Das Museumsgebäude von Norman Foster wurde größtenteils unterirdisch angelegt. Der längliche Baukörper erstreckt sich über eine Länge von 120 Metern und hat eine Gesamtfläche von 4274 m² auf zwei Ebenen.

## Ausstellung
Die rund zwanzig Räume umfassende Ausstellung dokumentiert fünfzig Jahre Ausgrabungen im Verdon-Tal und umfasst Objekte aus der Altsteinzeit, Jungsteinzeit und der Bronzezeit bis zur römischen Inbesitznahme des Landes. Zusätzlich zur Dauerausstellung finden jährlich Sonderausstellungen statt. Gezeigt wurden bisher:
- 2001: Ötzi, l’Homme venu du glacier
- 2002: Le Néolithique de la Durance
- 2002–2003: La Géorgie berceau des Européens
- 2004: Charles Darwin
- 2004: Les plus vieux outils du Monde
- 2004: Les Magdaléniens modelaient aussi l’argile
- 2005: E=mc², de l’énergie à la vie
- 2005: L’homme préhistorique et son environnement
- 2006: Les premiers habitants de PACA
- 2006: Èves et rêves, la Préhistoire au féminin
- 2007: L’amadouvier, un champignon indispensable
- 2008: Du Big Foot au Yéti, Anthropologie de l’imaginaire
- 2009: Les sciences de l’Évolution: de Darwin aux biotechnologies du XXIe siècle
- 2010: La naissance des alphabets sur les rives de la Méditerranée
- 2010: Australie, 60 000 ans de culture aborigène
- 2011: De Homo georgicus à Ötzi, l’Homme des glaces: récits d’enquêtes en Préhistoire
- 2012: Néandertal l'Européen
- 2012: d'Elle : origine et métamorphose de la Grande Déesse
- 2013: L’Identité retrouvée, Reconstructions anatomiques d'Élisabeth Daynès